# Nebanice
Nebanice là một làng thuộc huyện Cheb, vùng Karlovarský, Cộng hòa Séc.